# 1499 en musique classique
| \| • Retour à la chronologie générale de la musique classique • \| |
| Grèce • Rome • Haut Moyen Âge • VIIIe siècle • IXe siècle • Xe siècle • XIe siècle XIIe siècle • XIIIe siècle • XIVe siècle • XVe siècle • XVIe siècle • XVIIe siècle XVIIIe siècle • XIXe siècle • XXe siècle • XXIe siècle |
| • Retour à la chronologie générale de la musique classique • |

| Années en musique classique : 1496 - 1497 - 1498 - 1499 - 1500 - 1501 - 1502    |
| Décennies en musique classique : 1460 - 1470 - 1480 - 1490 - 1500 - 1510 - 1520 |

## Événements
- Le manuscrit Cancionero de Segovia ou chansonnier de Ségovie est compilé entre 1499 et 1503.
- Le compositeur portugais Pedro de Escobar, chanteur à la chapelle de la reine d'Espagne Isabelle la Catholique depuis 1489, retourne au Portugal ; il y restera jusqu'en 1507 où il revient en Espagne comme maître de chapelle à la cathédrale de Séville.
- Le compositeur français Jean Mouton est chargé de diriger la maîtrise de la Cathédrale d'Amiens.
- Le compositeur et chanteur franco-flamand Jérôme de Clibano remplace à la cathédrale Notre-Dame d'Anvers le compositeur Jacob Obrecht[1].

## Naissances
- 8 décembre : Sebald Heyden, musicologue, chantre, auteur de cantiques et poète religieux allemand, mort le 9 juillet 1561.